# 卫东站 (内蒙古)
卫东站是位于内蒙古自治区科尔沁右翼前旗哈达那拉苏木的一个铁路车站，邮政编码137406。车站建于1931年，有白阿铁路经过该站，现只办理旅客乘降。车站距离白城站61公里，隶属沈阳铁路局，是四等站。